# Cypraeovula kesslerorum
Cypraeovula kesslerorum is een slakkensoort uit de familie van de Cypraeidae. De wetenschappelijke naam van de soort is voor het eerst geldig gepubliceerd in 2006 door Lorenz.